# 니시야 모미지
니시야 모미지(일본어: 西矢 椛, にしや もみじ, 2007년 8월 30일 ~ )는 일본의 스케이트보딩 선수이다. 2020년 하계 올림픽 여자 스케이트보딩에 출전하여 스트리트 부문 금메달을 획득하였다.

## 생애
오사카부 마쓰바라시 출신이다.
2021년 7월 26일, 제32회 하계 올림픽 스케이트보딩 여자 스트리트 부문에서 금메달을 획득하여 최연소(13세 330일) 금메달 수상자가 되었다.

## 전적

### 2019년
- 2019년 하계 X 게임 - 은메달

### 2021년
- 2020년 하계 올림픽 여자 스케이트 보딩 - 금메달